# 徐巨源
徐世溥（1608年—1658年），字巨源，号榆溪，江西南昌府新建县人。明末清初知名文人。

## 生平
出生仕宦世家，其父徐良彦官至南京工部右侍郎，其岳父熊明遇官至南京兵部尚书。十六歲補諸生。徐世溥“才雄气盛，长于古文辞”，與艾南英齐名，約為兄弟，结社豫章，同為文壇飛將。宋荦对他的评价很高，说“余乡侯朝宗与南州徐巨源皆以名家子擅文章之誉，其才调同，其风流倜傥终身不遇亦略相同”，并认为徐世溥的文学成就“庶可与朝宗同不朽”，在诗歌创作上则“朝宗实有所不逮”。《新建县志》称其“名噪两都三吴间”。
明亡後隱居，不再应举，與书画家朱容重友好，为容重诗集《初吟草》寫序。晚年一贫如洗，幼子徐元景长期寄养在舅舅熊人霖家。徐世溥一生嫉恶如仇，被熊文举等人视为怪物而摈弃之。顺治十四年（1657）秋，“得危病”，顺治十五年三月初四（1658年4月6日）深夜，居西山（今江西南昌新建县城西三十余里），遇盜匪打劫，被焚掠至死。一說因得罪李明睿和熊文举等貳臣，招致杀身之祸。

## 著作
著作颇丰，主要有《夏小正解》一卷、《韵蕞》一卷、《榆墩集选文》九卷，《诗》二卷，《榆墩集选诗》二卷、《选文》三卷、《榆溪诗钞》二卷、《榆溪诗话》《逸诗》二卷、《逸稿》八卷。另外他的著作《江變紀略》，详细记述了明末金声桓、王得仁、姜曰广等人在南昌反正抗清的历史，书中因有对破城之后清军荒淫严酷的露骨描写而被清廷查禁，然而靠手抄本流传至今。